# Birotron

Logo

Das Birotron war ein Tasteninstrument, das in den späten 1970er Jahren vom US-Amerikaner David Biro in Zusammenarbeit mit dem Keyboarder Rick Wakeman entwickelt wurde. Technisch und klanglich schloss es an das Mellotron an und sollte nach Plan der Entwickler einige Nachteile seines bekannten Vorbilds ausbügeln.
Das Birotron basierte auf analogem Sampling und gab auf 8-Spur-Kassetten gespeicherte Klänge wieder, deren Tonbänder im Gegensatz zu den Bändern des Mellotron als Endlosschleife abspielbar waren. Auf diese Weise konnte das Birotron Töne unbegrenzt lange halten, während sich die Bänder vom Mellotron nach ca. acht Sekunden von selbst wieder zurückspulten und der Ton unterbrochen wurde. Außerdem eignete sich das Mellotron nicht für schnelle Läufe, da die Bänder verzögert auf den Tastendruck reagierten.
Das Birotron wurde unter der Modellbezeichnung B90 hergestellt und verfügte über eine Klaviatur mit 37 Tasten, zwei Vorverstärker und diverse Möglichkeiten, den Klang zu verändern. In das Gehäuse wurden 20 Achtspurkassetten eingesetzt, auf denen jeweils Klänge von vier Instrumenten aufgenommen waren. Der Preis war auf 1000 £ festgesetzt.
David Biro hatte das Birotron erfunden und es 1975 nach einem Konzert in der Carnegie Hall Wakeman präsentiert, was diesen so faszinierte, dass er Biro den Bau weiterer Exemplare finanzierte. Zu diesem Zweck wurde die Firma Birotronics Ltd. gegründet, die nach eigenen Angaben über 1000 Vorbestellungen für das Instrument erhalten hatte. Diese Firma ging jedoch 1979 bankrott und konnte nach Angaben von Biro in den Jahren 1975 bis 1978 nur 17 Exemplare des Instruments herstellen, von denen vier an Wakeman gingen. Wakeman hingegen nannte in Interviews Produktionszahlen von 35 Stück und fügte hinzu, dass von seinen vier Instrumenten zwei gestohlen und die anderen beiden irreparabel beschädigt seien.
Wakeman verwendete das Birotron auf den Alben Tormato (1978) und Yesshows (1980) seiner Band Yes sowie auf seinem Soloalbum Criminal Record (1977). Außerdem ist es auf drei Alben der Band Earthstar zu hören. Auch Tangerine Dream verwendeten dieses Instrument.